# Canal mandibulaire
Le canal mandibulaire (ou canal dentaire inférieur) est un canal osseux traversant la mandibule.

## Description
Le canal mandibulaire s'ouvre par le foramen mandibulaire sur la face médiale de la branche de la mandibule,  à l'arrière de la lingula de la mandibule. Il descend dans la branche puis dans le corps de la mandibule pour s'ouvrir par le foramen mentonnier.
Il permet le passage des vaisseaux et nerfs alvéolaires inférieurs.

## Aspect clinique
Au sein de la portion horizontale de la mandibule il est situé sous les racines dentaires, parfois en rapport étroit avec ces dernières. Il est donc nécessaire de préciser son trajet avant certaines interventions de chirurgie dentaire.